# Il sonnambulo
Il sonnambulo (Boniface Somnambule) è un film del 1951 diretto da Maurice Labro.